# Bogue Chitto (condado de Lincoln)
Bogue Chitto es un lugar designado por el censo ubicado en el condado de Lincoln en el estado estadounidense de Misisipi. En el año 2010 tenía una población de 522 habitantes.

## Geografía
Bogue Chitto se encuentra ubicado en las coordenadas 31°26′20″N 90°27′08″O / 31.43889, -90.45222.